# 奧諾雷·雅基諾
奧諾雷·雅基諾（法語：Honoré Jacquinot，1815年8月1日—1887年5月22日）是一名法國外科醫生和動物學家。雅基諾是海軍軍官查爾斯·雅基諾的弟弟，曾在儒勒·迪蒙·迪維爾的星盤號遠征隊（1837年—1840年）的La Zelée號上擔任外科醫生和博物學家。
1837年，他與雅克·伯納德·洪姆隆一起搭乘星盤號前往南極。在紐西蘭海岸停泊時，他描述並說明了在該水域發現的15種軟體動物，以及數種魚類和甲殼動物。

## 外部連結
- Illustrations credited to Jacquinot & Oudart in Voyage au pole sud et dans l'Océanie: Mollusques planches 3 （页面存档备份，存于）, 8 （页面存档备份，存于）, 19, 22 （页面存档备份，存于）, 23 （页面存档备份，存于）, 25 （页面存档备份，存于）.